# Hugues Aufray
Hugues Aufray (nome verdadeiro:  Hugues Jean Marie Auffray, Neuilly-sur-Seine, 18 de agosto de 1929) é um cantor francês. Começou a sua carreira musical cantando em castelhano.
Aufray representou o Luxemburgo no Festival Eurovisão da Canção 1964, onde interpretou a canção represented "Dès que le printemps revient" que terminou a competição em quarto lugar. As suas canções mais famosas são em francês "Santiano", "Céline", "Stewball" e em castelhano  "Barco de Papel".
Aufray é conhecido pelas suas covers em francês de canções de Bob Dylan.
Ele era filho de Henry Auffray, um industrial e de Amyelle de Caubios d'Andiran, uma compositora. A sua irmã era a atriz Pascale Audret (1936–2000) e a sua sobrinha  é a atriz Julie Dreyfus.
Em 2022, recebeu um prémio especial em homenagem ao seu percurso musical e artístico, durante o 63º Congresso Internacional da Société des Poètes et Artistes de France (Spaf) que teve lugar nesse ano em Sorèze (Tarn - Occitânia), onde foi aluno da abadia-escola da cidade.

## Discografia

### LPs
- Céline/Le printemps revient
- Hugues Aufray chante Bob Dylan
- Vous ma lady/adieu
- Dou Wakadou/On est les rois/Les remords et les regrets/Bambou
- L'homme orchestre/Je croyais/Laisse-moi petite fille/Les yeux fermés

### CDs
- Concert intégral
- A l'Olympia
- La Terre est si belle
- Little Troubadour
- Best of
- Le meilleur d'Hugues Aufray
- Aux vents solitaires
- Hugues Aufray chante Félix Leclerc

### DVDs
- Hugues Aufray, plus live que jamais !